# 黒いブーツ 〜oh my friend〜
『黒いブーツ 〜oh my friend〜』（くろいブーツ オー・マイ・フレンド）は、日本のバンドSOPHIAの8枚目のシングルである。1998年11月26日発売。発売元はトイズファクトリー。

## 概要
- 前作から7か月でのリリースとなった。
- 本作の曲の内容は友情をテーマとしており、実在のモデルがいる。豊田和貴と同じNAR-VOUSというバンドに所属していたことがあり、松岡充と親しかった雅という人物で、若くして事故死している。松岡と西川貴教の出会いのきっかけを作った人物でもある。
- ミュージックビデオ監督はスペインの映画監督パブロ・ベルヘル。
- カップリングには、2枚目のフルアルバム『ALIVE』の収録曲「この風に吹かれながら」のライブバージョンが収録されている。SOPHIAのシングルで既発曲のライブ音源が、カップリング曲として収録されるのは初。
- ジャケット写真はピンク色の長髪のウィッグをかぶった全身真っ黒な男性が商店街に立っているというもの。

## 収録曲
全曲 作詞・作曲：松岡充、編曲：SOPHIA
1. 黒いブーツ 〜oh my friend〜(4:46)
2. この風に吹かれながら (Live)(6:50)
3. 黒いブーツ 〜oh my friend〜(Instrumental)(4:46)

## 楽曲の収録アルバム
- オリジナル『マテリアル』
- ライブ『1999』
- ベスト『THE SHORT HAND〜SINGLES COLLECTION〜』
- ベスト『10th ANNIVERSARY BEST』